# 10287 Smale
10287 Smale este un asteroid din centura principală de asteroizi.

## Descriere
10287 Smale este un asteroid din centura principală de asteroizi. A fost descoperit pe 21 octombrie 1982 la Observatorul de Astrofizică din Crimeea de Liudmila Karacikina. El prezintă o orbită caracterizată de o semiaxă mare de 2,44 ua, o excentricitate de 0,25 și o înclinație de 4,6° în raport cu ecliptica.